# Oscar Torp
Oscar Torp (Hafslund, 8 juni 1893 – Oslo, 1 mei 1958) was een Noors politicus voor de Arbeiderspartij (Arbeiderpartiet).

## Loopbaan
Torp was voorzitter van de Noorse Arbeiderspartij van 1923 tot 1945 en burgemeester van Oslo in de periode 1934-1935.
In 1936 werd hij minister van Landsverdediging in de regering van Johan Nygaardsvold. Nadien werd hij nog minister van Sociale Zaken (1936-1939), van Financiën (1939-1942), opnieuw van Landsverdediging - nu in de regering in ballingschap in Londen - (1942-1945) en van Verkeer (1945-1948).
In 1951 werd hij na het onverwachte aftreden van Einar Gerhardsen premier. Gerhardsen zou deze post in 1955 weer innemen. Nadien werd Torp voorzitter van het Noors parlement, tot zijn dood in 1958.
- Gemeinsame Normdatei: 13371358X
- International Standard Name Identifier: 0000 0000 2235 0280
- KulturNav: d0dcb76e-5da2-49b7-934b-c7b83a87f4ba
- Library of Congress Control Number: n83180873
- National Archives and Records Administration: 10569857
- Nationale Bibliotheek van Tsjechië: jx20120224032
- SNAC: w6mf52sx
- Système universitaire de documentation: 123302420
- Virtual International Authority File: 13508084
- WorldCat: E39PBJwX987Xjv4XQDkh9dRxjC